# جافيت زيوانى
جافيت زيوانى (بالإنجليزية: Japhet Zwane)‏ (10 يناير 1974 في جنوب أفريقيا - ) هو لاعب كرة قدم جنوب أفريقي في مركز الوسط. شارك مع منتخب جنوب أفريقيا لكرة القدم. أما مع النوادي، فقد لعب مع نادي روستوف وموروكا سوالوز ومانينغ رانغيرز ‏ ولمونتفيل غولدن أروز ‏ ونادي أمازولو.

## وصلات خارجية
- جافيت زيوانى على موقع قاعدة بيانات كرة القدم.إي يو (الإنجليزية)
- جافيت زيوانى على موقع ناشيونال فوتبول تيمز (الإنجليزية)